# Rina Morelli
Rina Morelli (ur. 6 grudnia 1908 w Neapolu, zm. 17 lipca 1976 w Rzymie) – włoska aktorka występująca w latach 30. w wielu zespołach teatralnych. Od 1946 we własnym, założonym wespół z P. Stoppą.
Wybrane role dramatyczne:
- Irina - Trzy siostry Antoniego Pawłowicza Czechowa
- Laura - Szklana menażeria Tennessee Williams
- Matilde - Figli d’arte Diego Fabbriego

Wybrane role filmowe:
- Matka Tullia - Niewinne reż. Luchino Visconti, na podstawie powieści Gabriele D’Annunzio